# Ulva intestinalis
Ulva intestinalis és una alga verda en el fil Chlorophyta, del gènere Ulva (enciam de mar). Fins que va ser reclassificat mitjançant estudis genètics en la dècada del 2000, els membres tubulars del gènere Ulva anaven ordenats en el gènere Enteromorpha.

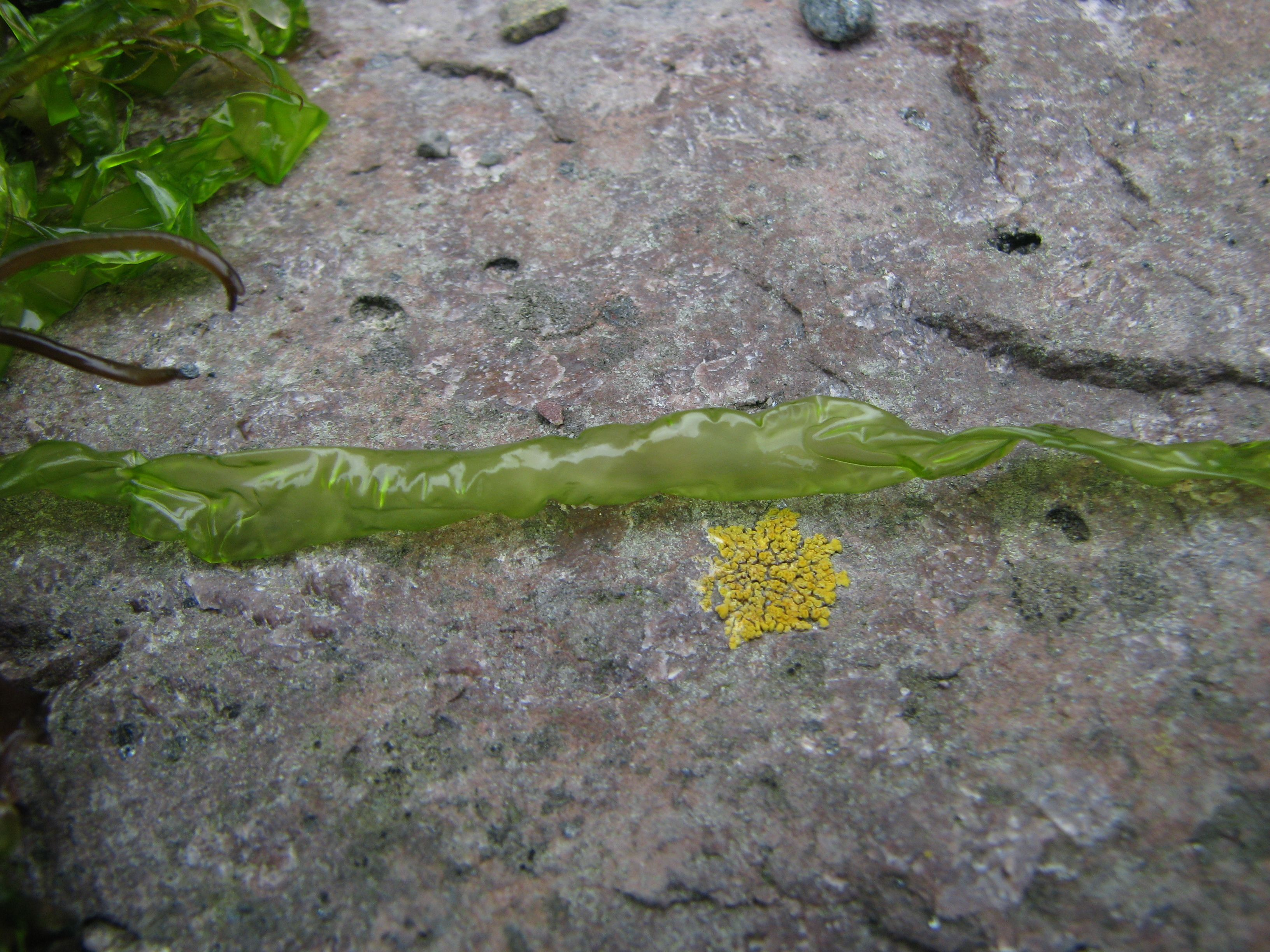

L'espècie és molt utilitzada per a preparar croquetes a les Açores.

## Distribució
N'hi ha a la Mar de Bering prop d'Alaska, les illes Aleutianes, el Japó, Corea, Mèxic, Xile i Rússia. A més, la hi pot trobar a Israel, i a Europa a les Açores, Bèlgica, Dinamarca, Irlanda, Noruega, Polònia, i en les mars Bàltica i Mediterrània.

## Descripció
Les frondes de l'espècie poden fer uns 10 a 30 cm de llarg i uns 10 a 30 mm d'ample. Posseeixen extrems arrodonits.
És una espècie anual, més freqüent a la primavera i a l'entrada de l'estiu, encara que creix durant tot l'any, especialment en llocs on existeix escorriment d'aigua dolça, puix que prefereix zones salobres de salinitat reduïda. Ocorre en la zona intermareal, de gorgs petits permanents del supralitoral fins a profunditats de 7 a 9 m. També ha estat trobada en ambients d'estuaris i fluvials on la salinitat és molt reduïda, en general associada a situacions d'eutrofía.
Els filaments són formats per cèl·lules grans, distribuïdes en un gran aplec irregular. La color verda molt clara, a vegades blanquinosa en l'extrem dels filaments exposats a l'aire en els gorgs costaners, fan aquesta alga conspícua. Es destaca per la seva lluentor, respecte de les altres espècies d'algues. Els filaments sovint atrapen bombolles de gas, que els fan surar.